# Rovnag Abdoullayev
Pour les articles homonymes, voir Abdullayev.
Rovnag Abdoullayev (azerbaïdjanais : Rövnəq Abdullayev, né le 3 avril 1965 à Nakhitchevan, Azerbaïdjan) est un homme d'affaires azerbaïdjanais. Il est président de la société pétrolière SOCAR de 2005 à 2022 et président de l'Association des fédérations de football d'Azerbaïdjan depuis 2008. Il est également membre de l'Assemblée nationale de l'Azerbaïdjan. Abdoullayev est vice-ministre de l'Économie de la République d'Azerbaïdjan. 

## Carrière
Rovnag Abdoullayev a obtenu son diplôme d'ingénieur civil de la faculté d'ingénierie industrielle et civile de l'université publique d'ingénierie civile de Moscou en 1989.
En 1989, Abdoullayev a commencé à travailler pour le département de production de pétrole et de gaz de Neft Dachlari de l'Association de production de pétrole et de gaz de la mer Caspienne. Il a ensuite exercé les fonctions d'ingénieur en chef entre 1991 et 1994. 
Il a été président de Neftchi Bakou de 2004 à 2008.